# Bibbia Maciejowski

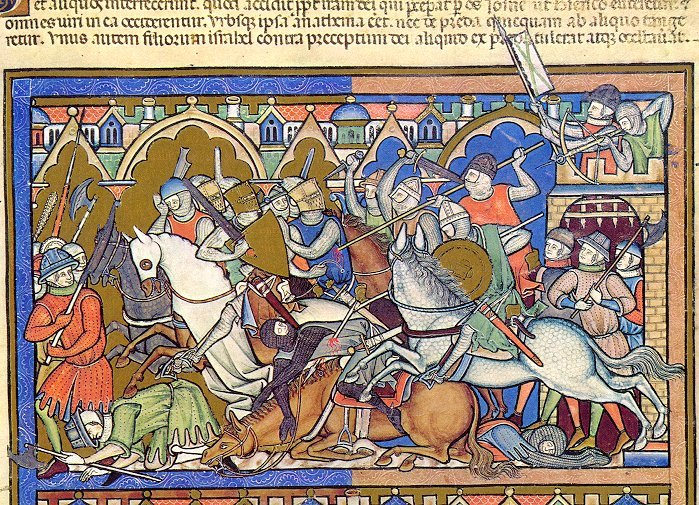
Gli israeliti sono respinti dalla città cananea di Ai (f. 10 r)

La Bibbia Maciejowski, chiamata anche Bibbia Morgan o Salterio Maciejowski, è un manoscritto medievale alluminato della Bibbia. Articolato in 46 fogli, fu miniato da maestranze francesi in Nord Europa attorno al 1250.

## Storia
Vecchie teorie facevano risalire la realizzazione del codice al regno di Luigi IX di Francia a metà del 1240, ma Allison Stones, a seguito di indicazioni di altri tra cui François Avril, ha ritenuto di datarlo circa al 1250.
Originariamente doveva contenere solo figurazioni miniate, e solo in un arco di tempo successivo venne corredato di iscrizioni didascaliche lungo i margini in latino.
Il cardinale Bernard Maciejowski, Vescovo di Cracovia, donò il libro nel 1608 allo scià safavide di Persia Abbas I, il quale ordinò di aggiungere delle iscrizioni in persiano. Successivamente, forse nel XVIII secolo, furono inserite altre iscrizioni in giudeo-persiano.
Il codice contiene miniature di grande pregio, nelle quali risaltano lo spiccato colorismo, l'acceso naturalismo e la drammaticità, non avulsa da contenuti cruenti, delle scene dipinte; queste ultime hanno una ambientazione nord-europea, specificamente francese, con costumi del XIII secolo, rappresentati da una prospettiva cristiana, e sormontati o circondati da un testo in tre scritture e cinque lingue (latino, persiano, arabo, giudeo-persiano, e ebraico).
La Bibbia Maciejowski è un capolavoro di arte gotica e costituisce una fonte inestimabile per la ricostruzione della cultura materiale di epoca medievale.
È conservata presso la Morgan Library di New York. Due fogli sono custoditi nella Biblioteca nazionale di Francia (MS nouv. Acq. Lat. 2.294). Un unico foglio si trova al Paul Getty Museum di Los Angeles (MS 16).